# Гунько Наталія Іванівна
Наталія Іванівна Гунько (нар. 15 лютого 1979, місто Бровари, Київська область) — український політик. Голова Київської обласної ради з 27 квітня 2021 року по 8 травня 2023 року.

## Біографія
У 1996 році закінчила Броварську середню школу № 8. У 2001 році закінчила Український комерційний коледж АЛСКО, здобула спеціальність юрист–економіст та освітньо-кваліфікаційний рівень молодший спеціаліст.
З січня 2003 по червень 2008 року — секретар Шевченківського районного суду міста Києва.
З липня 2008 року — юрисконсульт Товариства з обмеженою відповідальністю «Гільдія права» в Києві.
У 2010 році закінчила Київський національний університет внутрішніх справ, спеціальність — правознавство, освітньо-кваліфікаційний рівень — бакалавр. У 2012 році закінчила магістратуру Київського національного університету внутрішніх справ за спеціальністю правознавство.
2018 рік — закінчила економічний факультет Київського Національного університету імені Тараса Шевченка за спеціальністю «Банківська справа».
З лютого 2016 року — головний юрисконсульт Товариства з обмеженою відповідальністю «Гільдія права».
У 2020 році закінчила Державний заклад вищої освіти «Університет менеджменту освіти», спеціальність: «Публічне управління та адміністрування», ступінь вищої освіти — магістр, освітня програма — Державна служба.
З листопада 2020 по 2021 рік — директор Товариства з обмеженою відповідальністю «Гільдія права» в місті Києві.
Депутат Київської обласної ради VII (від Радикальної партії Олега Ляшка) та VIII скликань (від Слуги народу).
З 27 квітня 2021 по 8 травня 2023 року — голова Київської обласної ради.

## Нагороди та відзнаки
У 2016 році нагороджена орденом «Знак Пошани» Броварської районної ради ІІІ ступеня. У 2018 році нагороджена орденом «Знак Пошани» Броварської районної ради ІІ ступеня. У 2018 році нагороджена Відзнакою Київської обласної ради «Нагрудний знак «За заслуги перед Київщиною». У 2019 році Всеукраїнським об'єднанням «Країна» була нагороджена відзнакою «За благодійність».

## Родина
- Чоловік Гунько Анатолій Григорович — народний депутат України. Дочка Катерина і син Костянтин.